# Milanlug
Milanlug es una localidad de Croacia situada en el municipio de Čaglin, en el condado de Požega-Eslavonia. Según el censo de 2021, tiene una población de 209 habitantes.

## Demografía
| Gráfica de población de Milanlug 1857-2021                          |
|                                                                     |
| Según los censos de población de la Oficina de Estadísticas Croata. |